# Marcaissonne

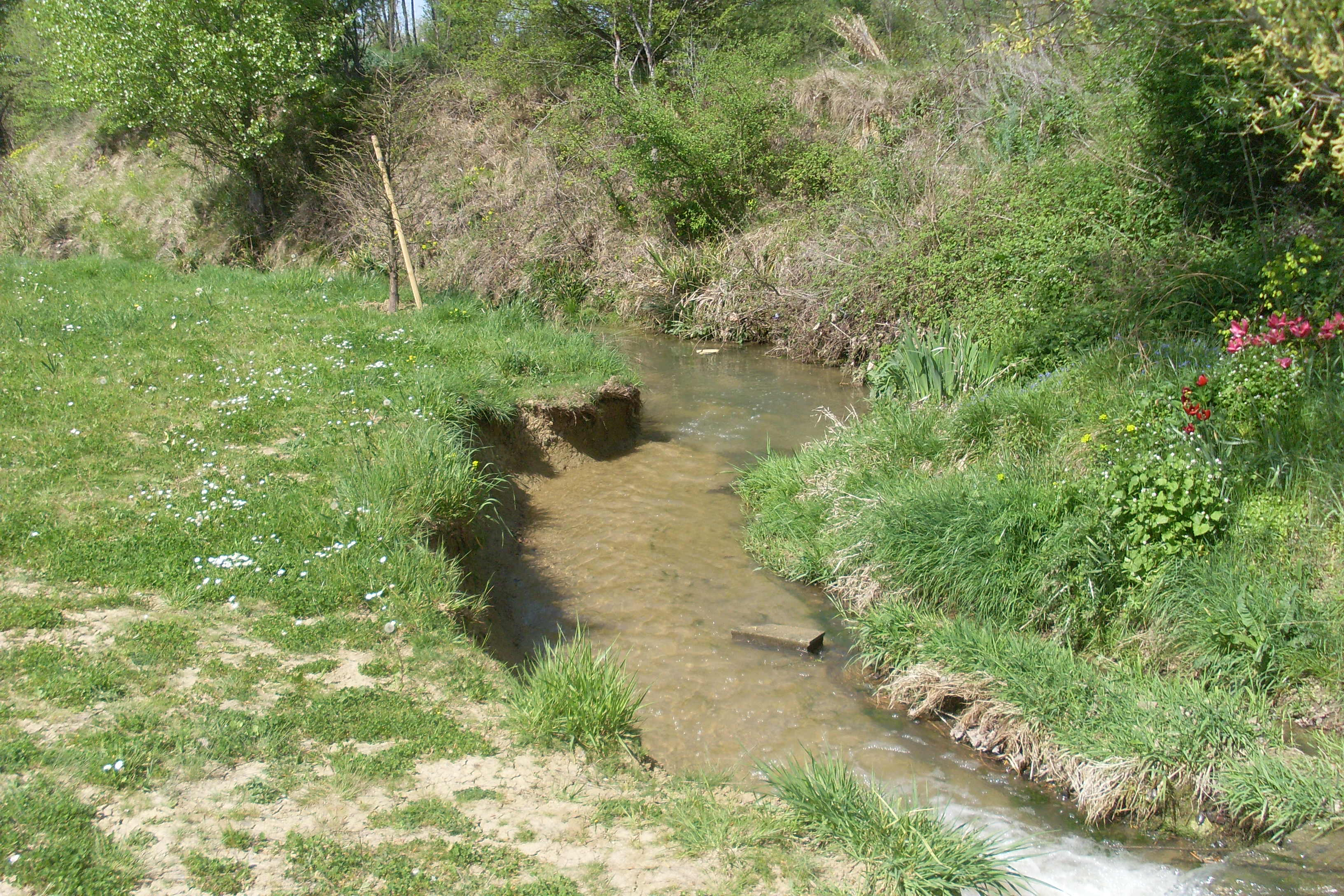
La Marcaissonne à Toulouse.

La Marcaissonne (anciennement orthographiée Marquayssonne) est un cours d'eau du Sud-Ouest de la France dans le département de la Haute-Garonne, en région Occitanie, et un affluent de l'Hers-Mort, donc un sous-affluent de la Garonne.

## Géographie
Elle prend sa source à Beauville (canton de Caraman) à 276 m d'altitude et conflue dans l'Hers-Mort, à Toulouse, à 134 m d'altitude, après un cours de 26,5 kilomètres.
Elle coule globalement du sud-est vers le nord-ouest.

## Communes traversées
Dans le seul département de la Haute-Garonne, la Marcaisonne traverse quatorze communes :
- dans le sens mont vers aval : Beauville (source), Toutens, Caragoudes, Mourvilles-Basses, Labastide-Beauvoir, Tarabel, Préserville, Fourquevaux, Odars, Sainte-Foy-d'Aigrefeuille, Auzielle, Lauzerville, Saint-Orens-de-Gameville, Toulouse (confluence).

## Affluents
La Marcaissonne a vingt-deux référencés dont les principaux affluents sont :
- le ruisseau de l'Albarède (rg) 1,4 km sur les deux communes de Préserville et Tarabel ;
- le ruisseau de la Dalgue ou ruisseau du Cardayré (rd) 2,4 km sur les deux communes de Mourvilles-Basses et Varennes ;
- le ruisseau de Barus (rd) 2,4 km sur la seule commune de Préserville ;
- le ruisseau d'en Burgade (rd) 2,8 km sur les deux communes de Odars et Préserville ;
- le ruisseau de Nicol (rg) 1,6 km sur les deux communes de Auzielle et Saint-Orens-de-Gameville.

## Hydrographie
Elle roule ses eaux, très basses d'ailleurs à toutes les saisons, dans une vallée étroite, morne et humide, qui s'ouvre auprès de sa source et qui va s'élargissant peu à peu jusqu'à son embouchure.
Le cours de la Marcaissonne est assez irrégulier; des travaux récents l'ont rendu plus régulier encore; mais les terres ne sont pas entièrement à l'abri des inondations. Les crues qui arrivent subitement, au moindre orage, obligent les propriétaires riverains à exhausser les bords de cette rivière et à reformer des talus assez élevés pour retenir les eaux.
Pendant la plus grande partie de l'été, la Marcaissonne qui ne se trouve pas suffisamment alimentée par les collines où elle prend naissance, est totalement privée d'eau. aussi n'est-elle guère utilisée que pour l'arrosage des prairies qui couvrent ses bords
.